# FK Khimik Svietlahorsk
Maillots
Le Futbolny Klub Khimik Svietlahorsk, plus couramment abrégé en FK Khimik Svietlahorsk (en russe : ФК Химик Светлогорск, et en biélorusse : ФК Хімік Светлагорск), est un club biélorusse de football fondé en 1971 et basé dans la ville de Svietlahorsk.
Il a évolué continuellement dans la deuxième division biélorusse à partir de 1992 jusqu'à sa disparition en début d'année 2021.

## Histoire
Fondé en 1971 sous le nom Boumajnik, le club connaît plusieurs appellations durant ses premières années, devenant le Stroïtel en 1973 puis le Bourovik l'année suivante. Adoptant le nom Khimik pour la première fois en 1976, il conserve cette appellation jusqu'en 1986, reprenant momentanément son premier nom Boumajnik avant de revenir à Khimik deux ans plus tard.
Il évolue au cours de ses années soviétiques au sein des championnats de la RSS de Biélorussie. La dissolution de l'Union soviétique et de ses compétitions associées le voit intégrer en 1992 la deuxième division biélorusse nouvellement formée. Malgré trois podiums en 1996, 2006 et 2008, le Khimik ne parvient jamais à obtenir l'accession en première division, tout en évitant dans le même temps toute relégation, évoluant ainsi à ce niveau pendant 29 années avant de faire faillite en mars 2021. Le club est remplacé dans la foulée par une nouvelle équipe, le FK Svietlahorsk.
Également un habitué de la coupe nationale, il en atteint le stade des quarts de finale à trois reprises en 2002, 2006 et 2008.

## Bilan par saison
| Saison    | Championnat | Championnat | Championnat | Championnat | Championnat | Championnat | Championnat | Championnat | Championnat | Championnat | Coupe de Biélorussie |
| Saison    | Division    | Pos         | Pts         | J           | V           | N           | D           | BP          | BC          | Diff        | Coupe de Biélorussie |
| --------- | ----------- | ----------- | ----------- | ----------- | ----------- | ----------- | ----------- | ----------- | ----------- | ----------- | -------------------- |
| 1992      | 2e          | 9e          | 15          | 15          | 4           | 7           | 4           | 15          | 18          | -3          | Seizièmes de finale  |
| 1992-1993 | 2e          | 4e          | 34          | 30          | 15          | 4           | 11          | 54          | 36          | +18         | Seizièmes de finale  |
| 1993-1994 | 2e          | 9e          | 23          | 28          | 10          | 3           | 15          | 38          | 46          | -8          | N/A                  |
| 1994-1995 | 2e          | 9e          | 28          | 30          | 12          | 4           | 14          | 31          | 48          | -17         | Seizièmes de finale  |
| 1995      | 2e          | 8e          | 17          | 14          | 5           | 2           | 7           | 19          | 17          | +2          | Huitièmes de finale  |
| 1996      | 2e          | 3e          | 43          | 24          | 12          | 7           | 5           | 31          | 19          | +12         | Huitièmes de finale  |
| 1997      | 2e          | 7e          | 45          | 30          | 13          | 6           | 11          | 43          | 42          | +1          | Seizièmes de finale  |
| 1998      | 2e          | 9e          | 38          | 30          | 9           | 11          | 10          | 41          | 27          | +14         | Seizièmes de finale  |
| 1999      | 2e          | 4e          | 56          | 30          | 16          | 8           | 6           | 45          | 31          | +14         | Huitièmes de finale  |
| 2000      | 2e          | 14e         | 36          | 30          | 9           | 9           | 12          | 40          | 43          | -3          | N/A                  |
| 2001      | 2e          | 4e          | 57          | 28          | 17          | 6           | 5           | 56          | 24          | +32         | Seizièmes de finale  |
| 2002      | 2e          | 13e         | 30          | 30          | 8           | 6           | 16          | 27          | 46          | -19         | Quarts de finale     |
| 2003      | 2e          | 7e          | 46          | 30          | 13          | 7           | 10          | 42          | 39          | +3          | Seizièmes de finale  |
| 2004      | 2e          | 9e          | 40          | 30          | 9           | 13          | 8           | 19          | 18          | +1          | Huitièmes de finale  |
| 2005      | 2e          | 7e          | 45          | 30          | 14          | 3           | 13          | 42          | 34          | +8          | Seizièmes de finale  |
| 2006      | 2e          | 3e          | 49          | 26          | 14          | 7           | 5           | 48          | 30          | +18         | Quarts de finale     |
| 2007      | 2e          | 5e          | 44          | 26          | 12          | 8           | 6           | 46          | 31          | +15         | Seizièmes de finale  |
| 2008      | 2e          | 2e          | 57          | 26          | 18          | 3           | 5           | 42          | 23          | +19         | Quarts de finale     |
| 2009      | 2e          | 7e          | 36          | 26          | 9           | 9           | 8           | 33          | 28          | +5          | Seizièmes de finale  |
| 2010      | 2e          | 8e          | 37          | 30          | 10          | 7           | 13          | 37          | 44          | -7          | Premier tour         |
| 2011      | 2e          | 14e         | 32          | 30          | 10          | 2           | 18          | 32          | 48          | -16         | Seizièmes de finale  |
| 2012      | 2e          | 13e         | 24          | 28          | 5           | 9           | 14          | 29          | 52          | -23         | Seizièmes de finale  |
| 2013      | 2e          | 10e         | 41          | 30          | 11          | 8           | 11          | 37          | 36          | +1          | Seizièmes de finale  |
| 2014      | 2e          | 8e          | 43          | 30          | 12          | 7           | 11          | 34          | 36          | -2          | Deuxième tour        |
| 2015      | 2e          | 12e         | 34          | 30          | 9           | 7           | 14          | 42          | 50          | -8          | Seizièmes de finale  |
| 2016      | 2e          | 12e         | 23          | 26          | 6           | 5           | 15          | 26          | 49          | -23         | Seizièmes de finale  |
| 2017      | 2e          | 9e          | 37          | 30          | 9           | 10          | 11          | 35          | 42          | -7          | Seizièmes de finale  |
| 2018      | 2e          | 9e          | 32          | 28          | 9           | 5           | 14          | 32          | 40          | -8          | Deuxième tour        |
| 2019      | 2e          | 11e         | 26          | 28          | 7           | 5           | 16          | 26          | 59          | -33         | Deuxième tour        |
| 2020      | 2e          | 14e         | 1-9         | 26          | 2           | 4           | 20          | 12          | 52          | -40         | Deuxième tour        |
| 2020      | 2e          | 14e         | 1-9         | 26          | 2           | 4           | 20          | 12          | 52          | -40         | Seizièmes de finale  |